# Chilodes anella
Chilodes anella là một loài bướm đêm trong họ Noctuidae.